# Gabriele Lesser
Gabriele Alexandra Lesser (* 16. Mai 1960 in Frankfurt am Main) ist eine deutsche Historikerin und Journalistin. Sie lebt in Berlin und Warschau.

## Leben
Lesser studierte osteuropäische Geschichte, Politikwissenschaft und Philosophie in Köln, Mainz, Frankfurt am Main und Krakau. 1990 erhielt sie für ihr Buch Leben als ob. Die Untergrunduniversität Krakau im Zweiten Weltkrieg den Fritz-Theodor-Epstein-Preis des Verbandes der Osteuropahistoriker Deutschlands, Österreichs und der Schweiz.
Danach arbeitete Lesser sechs Jahre lang als Assistentin am Seminar für Osteuropäische Geschichte an der Universität zu Köln bei Andreas Kappeler und Manfred Alexander. Sie spezialisierte sich auf das 20. Jahrhundert, die Zeit des Nationalsozialismus, den Zweiten Weltkrieg und die NS-Okkupation in Polen und der Ukraine. Eine geplante Dissertation über Hans Frank, den Generalgouverneur in Polen während der deutschen Besatzung (1939–1945), kam nach Archivaufenthalten im Ausland nicht zustande.
Seit 1995 ist Lesser ständige Polen-Korrespondentin der taz in Berlin sowie weiterer Tages- und Wochenzeitungen in Deutschland (u. a. Badische Zeitung, Kölner Stadt-Anzeiger, Die Rheinpfalz), in Österreich (Der Standard), der Schweiz (Der Bund) und in Luxemburg (Luxemburger Wort).
Als Autorin und Herausgeberin etlicher Publikationen beschäftigt sich Lesser mit der polnischen Geschichte und Gegenwart, mit Kultur und Wirtschaft, insbesondere auch mit den polnisch-deutschen und polnisch-jüdischen Beziehungen. Darüber hinaus schreibt sie auch über die östlichen Nachbarländer Polens.

## Publikationen

### Bücher
- mit Eva Krafczyk und Thoralf Plath: Masurische Seen, Mair Dumont Marco Polo, Ostfildern 2007.
- Zwischen den Polen. Politischer Reiseführer für den östlichen Nachbarn, hrsg. von Randy Kaufman (die tageszeitung), Berlin 2006 (mehrere taz-Autoren, die meisten Artikel von Gabriele Lesser).
- (Hrsg.) Heller, Edith: Macht Kirche Politik. Der Briefwechsel zwischen den polnischen und deutschen Bischöfen im Jahre 1965, Köln 1992.
- (Hrsg.) Polen heute. Zeitgenössische polnische Kultur, Kunst und Wirtschaft, Köln 1991.
- Leben als ob. Die Untergrund-Universität Krakau im Zweiten Weltkrieg, Freiburg 1979, 2. Auflage, Köln 1980 (Auszeichnung mit dem Fritz-Theodor-Epstein-Preis des Verbandes der Osteuropahistoriker Deutschlands, Österreichs und der Schweiz).

### Aufsätze
- „Wir kämpften für die Freiheit“. Adam Michnik im Gespräch mit Gabriele Lesser über das Jahr 1968, in: Die letzte Chance? 1968 in Osteuropa. Analysen und Dokumente über ein Schlüsseljahr, hrsg. von Angelika Ebbinghaus, Hamburg 2008, S. 76–83.
- Dem Tod einen Sinn verleihen – Ghettoaufstand von Warschau, in: Tachles (Zürich), 11. April 2003.
- Die Rechnung ist noch immer offen. Der März 1968 im Spiegel der polnischen Presse 30 Jahre später, in: Die Vertreibung der Juden aus Polen 1968 – Antisemitismus und politisches Kalkül, hrsg. von Beate Kosmala, Berlin 2000, S. 173–190.
- Die „Jedwabne-Diskussion“ in antisemitischen und rechtsextremen Medien, in: TRANSODRA – Polnisches Informationsbulletin Nr. 23, 2001, S. 363–379.
- Ein Pogrom von 1941 wird Wahlkampfthema in Polen, in: Illustrierte Neue Welt, Nr. 2, 2001.

### Internet
- Janusz Korczak. Der König der Kinder
- Schönheit in Melancholie. Historisches Zentrum von Lwiw (Lemberg)
- Die Stadt des Kopernikus. Stadt Torun (Thorn)[1]
- Von Mantel- und Degenspielen. Burg Malbork (Marienburg)[2]
- Kathedralen unter Tage. Salzbergwerk von Wieliczka[3]
- Engel über Krakau. Eine Reisereportage[4]
- Die Enkel der Marranen sind zurückgekehrt. Gespräch mit Konstanty Gebert, dem Gründer der in Warschau erscheinenden jüdischen Kulturzeitschrift Midrasz